# Список призёров зимних Олимпийских игр 2002
Ниже представлен список всех призёров зимних Олимпийских игр 2002 года, проходивших с 8 по 24 февраля 2002 года в городе Солт-Лейк-Сити, США. Всего в соревнованиях принял участие 2399 спортсменов — 1513 мужчин и 886 женщин, представлявшие 77 стран (национальных олимпийских комитета). Было разыграно 78 комплектов наград в 15 дисциплинах 7 олимпийских видов спорта. В лыжном двоеборье и прыжках с трамплина разыгрывали медали исключительно мужчины, а фигурное катание было единственным видом спорта на этой зимней Олимпиаде, где мужчины и женщины соревновались вместе в парах. Призёрами игр в Солт-Лейк-Сити стали 407 спортсменов из 24 стран — при этом 18 из этих стран удалось завоевать как минимум одну золотую медаль. Победителем общемедального зачёта стала сборная Норвегии получившая 25 медалей из которых 13 золотых, 5 серебряных и 7 бронзовых медалей. Россия на Олимпиаде выиграла 13 медали из которых 5 золотых, заняв итоговое 5 место в общемедальном зачёте.

## Биатлон
| Соревнование                  | Золото                                                                               | Серебро                                                                                | Бронза                                                                          |
| ----------------------------- | ------------------------------------------------------------------------------------ | -------------------------------------------------------------------------------------- | ------------------------------------------------------------------------------- |
| Мужчины: индивидуальная гонка | Уле-Эйнар Бьёрндален (NOR)                                                           | Франк Лук (GER)                                                                        | Виктор Майгуров (RUS)                                                           |
| Мужчины: спринт               | Уле-Эйнар Бьёрндален (NOR)                                                           | Свен Фишер (GER)                                                                       | Вольфганг Пернер (AUT)                                                          |
| Мужчины: гонка преследования  | Уле-Эйнар Бьёрндален (NOR)                                                           | Рафаэль Пуаре (FRA)                                                                    | Рикко Гросс (GER)                                                               |
| Мужчины: эстафета 4×7,5 км    | Норвегия: - Халвар Ханевольд - Фруде Андресен - Эгиль Йелланн - Уле-Эйнар Бьёрндален | Германия: - Рикко Гросс - Петер Зендель - Свен Фишер - Франк Лук                       | Франция: - Жиль Марге - Венсан Дефран - Жюльен Робер - Рафаэль Пуаре            |
| Женщины: индивидуальная гонка | Андреа Хенкель (GER)                                                                 | Лив Грет Пуаре (NOR)                                                                   | Магдалена Форсберг (SWE)                                                        |
| Женщины: спринт               | Кати Вильхельм (GER)                                                                 | Уши Дизль (GER)                                                                        | Магдалена Форсберг (SWE)                                                        |
| Женщины: гонка преследования  | Ольга Пылёва (RUS)                                                                   | Кати Вильхельм (GER)                                                                   | Ирина Никульчина (BUL)                                                          |
| Женщины: эстафета 4×6 км      | Германия: - Катрин Апель - Уши Дизль - Андреа Хенкель - Кати Вильхельм               | Норвегия: - Анн-Элен Шельбрей - Линда Груббен - Гунн Маргит Андреасен - Лив Грет Пуаре | Россия: - Ольга Пылёва - Галина Куклева - Светлана Ишмуратова - Альбина Ахатова |

## Бобслей
| Соревнование      | Золото                                                             | Серебро                                                           | Бронза                                                |
| ----------------- | ------------------------------------------------------------------ | ----------------------------------------------------------------- | ----------------------------------------------------- |
| Мужчины: двойки   | Германия: - Кристоф Ланген - Маркус Циммерман                      | Швейцария: - Кристиан Райх - Стив Андерхуб                        | Швейцария: - Мартин Аннен - Беат Хефти                |
| Мужчины: четвёрки | Германия: - Андре Ланге - Кевин Куске - Энрико Кюн - Карстен Эмбах | США: - Тодд Хейз - Рэнди Джонс - Билл Шаффенхауэр - Гарретт Хайнс | США: - Брайан Шаймер - Майк Кон - Даг Шарп - Дэн Стил |
| Женщины: двойки   | США: - Джилл Баккен - Вонетта Флауэрс                              | Германия: - Сандра Прокофф - Ульрике Хольцнер                     | Германия: - Зузи Эрдман - Николь Хершман              |

## Горнолыжный спорт
| Соревнование               | Золото                     | Серебро                 | Бронза                  |
| -------------------------- | -------------------------- | ----------------------- | ----------------------- |
| Мужчины: скоростной спуск  | Фриц Штробль (AUT)         | Лассе Кьюс (NOR)        | Штефан Эберхартер (AUT) |
| Мужчины: супергигант       | Хьетиль Андре Омодт (NOR)  | Штефан Эберхартер (AUT) | Андреас Шифферер (AUT)  |
| Мужчины: гигантский слалом | Штефан Эберхартер (AUT)    | Боде Миллер (USA)       | Лассе Кьюс (NOR)        |
| Мужчины: слалом            | Жан-Пьер Видаль (FRA)      | Себастьен Амье (FRA)    | Бенджамин Райх (AUT)    |
| Мужчины: комбинация        | Хьетиль Андре Омодт (NOR)  | Боде Миллер (USA)       | Бенджамин Райх (AUT)    |
| Женщины: скоростной спуск  | Кароль Монтийе-Карль (FRA) | Изольде Костнер (ITA)   | Рената Гётшль (AUT)     |
| Женщины: супергигант       | Даниэла Чеккарелли (ITA)   | Яница Костелич (CRO)    | Карен Путцер (ITA)      |
| Женщины: гигантский слалом | Яница Костелич (CRO)       | Аня Персон (SWE)        | Соня Неф (SUI)          |
| Женщины: слалом            | Яница Костелич (CRO)       | Лор Пекеньо (FRA)       | Аня Персон (SWE)        |
| Женщины: комбинация        | Яница Костелич (CRO)       | Рената Гётшль (AUT)     | Мартина Эртль (GER)     |

## Кёрлинг
| Соревнование                | Золото                                                                                            | Серебро                                                                              | Бронза                                                                                           |
| --------------------------- | ------------------------------------------------------------------------------------------------- | ------------------------------------------------------------------------------------ | ------------------------------------------------------------------------------------------------ |
| Мужчины: турнир по кёрлингу | Норвегия - Пол Трульсен - Ларс Вогберг - Флемминг Давангер - Бент Онунн Рамсфьелл - Торгер Нергор | Канада - Кевин Мартин - Дон Валчак - Картер Райкрофт - Дон Бартлетт - Кен Тралнберг  | Швейцария - Андреас Шваллер - Кристоф Шваллер - Маркус Эгглер - Дамиан Грихтинг - Марко Рамштайн |
| Женщины: турнир по кёрлингу | Великобритания - Рона Мартин - Дебора Нокс - Фиона Макдональд - Джанис Рэнкин - Маргарет Мортон   | Швейцария - Люция Эбнётер - Мирьям Отт - Таня Фрей - Лоранс Бидо - Надя Ротлизбергер | Канада - Келли Лоу - Джулия Скиннер - Джорджина Уиткрофт - Диана Нельсон - Шерил Нобл            |

## Конькобежный спорт
| Соревнование          | Золото                    | Серебро                        | Бронза                   |
| --------------------- | ------------------------- | ------------------------------ | ------------------------ |
| Мужчины: 500 метров   | Кейси Фитцрэндольф (USA)  | Хироясу Симидзу (JPN)          | Кип Карпентер (USA)      |
| Мужчины: 1000 метров  | Герард ван Вельде (NED)   | Ян Бос (NED)                   | Джой Чик (USA)           |
| Мужчины: 1500 метров  | Дерек Парра (USA)         | Йохем Эйтдехаге (NED)          | Одне Сёндрол (NOR)       |
| Мужчины: 5000 метров  | Йохем Эйтдехаге (NED)     | Дерек Парра (USA)              | Йенс Боден (GER)         |
| Мужчины: 10000 метров | Йохем Эйтдехаге (NED)     | Джанни Ромме (NED)             | Лассе Сэтре (NOR)        |
| Женщины: 500 метров   | Катриона Лемей-Доан (CAN) | Моника Гарбрехт-Энфельдт (GER) | Сабине Фёлькер (GER)     |
| Женщины: 1000 метров  | Крис Уитти (USA)          | Сабине Фёлькер (GER)           | Дженнифер Родригес (USA) |
| Женщины: 1500 метров  | Анни Фризингер (GER)      | Сабине Фёлькер (GER)           | Дженнифер Родригес (USA) |
| Женщины: 3000 метров  | Клаудия Пехштайн (GER)    | Ренате Груневолд (NED)         | Синди Классен (CAN)      |
| Женщины: 5000 метров  | Клаудия Пехштайн (GER)    | Грета Смит (NED)               | Клара Хьюз (CAN)         |

## Лыжное двоеборье
| Соревнование                | Золото                                                                   | Серебро                                                                     | Бронза                                                                      |
| --------------------------- | ------------------------------------------------------------------------ | --------------------------------------------------------------------------- | --------------------------------------------------------------------------- |
| Мужчины: спринт             | Самппа Лаюнен (FIN)                                                      | Ронни Аккерман (GER)                                                        | Феликс Готтвальд (AUT)                                                      |
| Мужчины: система Гундерсена | Самппа Лаюнен (FIN)                                                      | Яакко Таллус (FIN)                                                          | Феликс Готтвальд (AUT)                                                      |
| Мужчины: эстафета           | Финляндия: - Яри Мантила - Ханну Маннинен - Яакко Таллус - Самппа Лаюнен | Германия: - Бьёрн Кирхайзен - Георг Хеттих - Марсель Хёлиг - Ронни Аккерман | Австрия: - Кристоф Билер - Михаэль Грубер - Марио Штехер - Феликс Готтвальд |

## Лыжные гонки
| Соревнование                 | Золото                                                                        | Серебро                                                                           | Бронза                                                                                        |
| ---------------------------- | ----------------------------------------------------------------------------- | --------------------------------------------------------------------------------- | --------------------------------------------------------------------------------------------- |
| Мужчины: гонка на 30 км      | Кристиан Хоффман (AUT)                                                        | Михаил Ботвинов (AUT)                                                             | Кристен Шельдаль (NOR)                                                                        |
| Мужчины: гонка на 15 км      | Андрус Веэрпалу (EST)                                                         | Фруде Эстиль (NOR)                                                                | Яак Маэ (EST)                                                                                 |
| Мужчины: гонка преследования | Томас Альсгорд (NOR) Фруде Эстиль (NOR)                                       | не вручалась                                                                      | Пер Элофссон (SWE)                                                                            |
| Мужчины: спринт              | Тор Арне Хетланд (NOR)                                                        | Петер Шликенридер (GER)                                                           | Кристиан Дзордзи (ITA)                                                                        |
| Мужчины: эстафета 4×10 км    | Норвегия: - Андерс Эукланн - Фруде Эстиль - Кристен Шельдаль - Томас Альсгорд | Италия: - Фабио Май - Джорджо Ди Чента - Пьетро Пиллер Коттрер - Кристиан Дзордзи | Германия: - Йенс Фильбрих - Андреас Шлюттер - Тобиас Ангерер - Рене Зоммерфельдт              |
| Мужчины: масс-старт на 50 км | Михаил Иванов (RUS)                                                           | Андрус Веэрпалу (EST)                                                             | Одд-Бьёрн Йельмесет (NOR)                                                                     |
| Женщины: гонка на 15 км      | Стефания Бельмондо (ITA)                                                      | Катержина Нойманова (CZE)                                                         | Юлия Чепалова (RUS)                                                                           |
| Женщины: гонка на 10 км      | Бента Скари (NOR)                                                             | Юлия Чепалова (RUS)                                                               | Стефания Бельмондо (ITA)                                                                      |
| Женщины: гонка преследования | Бекки Скотт (CAN)                                                             | Катержина Нойманова (CZE)                                                         | Виола Бауэр (GER)                                                                             |
| Женщины: спринт              | Юлия Чепалова (RUS)                                                           | Эви Захенбахер (GER)                                                              | Анита Моэн (NOR)                                                                              |
| Женщины: эстафета 4×5 км     | Германия: - Мануэла Хенкель - Виола Бауэр - Клаудия Кюнцель - Эви Захенбахер  | Норвегия: - Марит Бьёрген - Бента Скари - Хильде Педерсен - Анита Моэн            | Швейцария: - Андреа Хубер - Лоранс Роша - Бригитте Альбрехт-Лоретан - Наташа Леонарди-Кортези |
| Женщины: гонка на 30 км      | Габриэлла Паруцци (ITA)                                                       | Стефания Бельмондо (ITA)                                                          | Бента Скари (NOR)                                                                             |

## Прыжки на лыжах с трамплина
| Соревнование                  | Золото                                                                    | Серебро                                                                              | Бронза                                                                  |
| ----------------------------- | ------------------------------------------------------------------------- | ------------------------------------------------------------------------------------ | ----------------------------------------------------------------------- |
| Мужчины: нормальный трамплин  | Симон Амман (SUI)                                                         | Свен Ханнавальд (GER)                                                                | Адам Малыш (POL)                                                        |
| Мужчины: большой трамплин     | Симон Амман (SUI)                                                         | Адам Малыш (POL)                                                                     | Матти Хаутамяки (FIN)                                                   |
| Мужчины: командное первенство | Германия: - Михаэль Урман - Штефан Хокке - Свен Ханнавальд - Мартин Шмитт | Финляндия: - Янне Ахонен - Матти Хаутамяки - Ристо Юссилайнен - Вели-Матти Линдстрём | Словения: - Дамьян Фрас - Роберт Краньец - Примож Петерка - Петер Жонта |

## Санный спорт
| Соревнование      | Золото                                      | Серебро                              | Бронза                       |
| ----------------- | ------------------------------------------- | ------------------------------------ | ---------------------------- |
| Мужчины: одиночки | Армин Цоггелер (ITA)                        | Георг Хакль (GER)                    | Маркус Прок (AUT)            |
| Мужчины: двойки   | Германия: - Патрик Лайтнер - Александер Реш | США: - Марк Гримметт - Брайан Мартин | США: - Крис Торп - Клэй Айвз |
| Женщины: одиночки | Зильке Отто (GER)                           | Барбара Нидернхубер (GER)            | Зильке Краусхар-Пилах (GER)  |

## Скелетон
| Соревнование | Золото             | Серебро             | Бронза             |
| ------------ | ------------------ | ------------------- | ------------------ |
| Мужчины      | Джим Ши (USA)      | Мартин Реттль (AUT) | Грегор Штели (SUI) |
| Женщины      | Тристан Гейл (USA) | Ли Энн Парсли (USA) | Алекс Кумбер (GBR) |

## Сноуборд
| Соревнование                            | Золото             | Серебро                 | Бронза                 |
| --------------------------------------- | ------------------ | ----------------------- | ---------------------- |
| Мужчины: хафпайп                        | Росс Пауэрс (USA)  | Дэнни Касс (USA)        | Джаррет Томас (USA)    |
| Мужчины: параллельный гигантский слалом | Филипп Шох (SUI)   | Рихард Рихардссон (SWE) | Крис Клаг (USA)        |
| Женщины: хафпайп                        | Келли Кларк (USA)  | Дориан Видаль (FRA)     | Фабьенн Ройтелер (SUI) |
| Женщины: параллельный гигантский слалом | Изабель Блан (FRA) | Карин Рюби (FRA)        | Лидия Треттель (ITA)   |

## Фигурное катание
| Соревнование               | Золото                                                                              | Серебро                                 | Бронза                                           |
| -------------------------- | ----------------------------------------------------------------------------------- | --------------------------------------- | ------------------------------------------------ |
| Мужчины: одиночное катание | Алексей Ягудин (RUS)                                                                | Евгений Плющенко (RUS)                  | Тимоти Гейбл (USA)                               |
| Женщины: одиночное катание | Сара Хьюз (USA)                                                                     | Ирина Слуцкая (RUS)                     | Мишель Кван (USA)                                |
| Парное катание             | Россия: - Елена Бережная - Антон Сихарулидзе и Канада: - Жами Сале - Давид Пеллетье | не вручалась                            | Китай: - Шэнь Сюэ - Чжао Хунбо                   |
| Танцы на льду              | Франция: - Марина Анисина - Гвендаль Пейзера                                        | Россия: - Ирина Лобачёва - Илья Авербух | Италия: - Барбара Фузар-Поли - Маурицио Маргальо |

## Фристайл
| Соревнование        | Золото              | Серебро                | Бронза               |
| ------------------- | ------------------- | ---------------------- | -------------------- |
| Мужчины: могул      | Янне Лахтела (FIN)  | Трэвис Майер (USA)     | Ришар Гэй (FRA)      |
| Мужчины: акробатика | Алеш Валента (CZE)  | Джо Пак (USA)          | Алексей Гришин (BLR) |
| Женщины: могул      | Кари Тро (NOR)      | Шеннон Барке (USA)     | Таэ Сатоя (JPN)      |
| Женщины: акробатика | Алиса Кэмплин (AUS) | Вероника Бреннер (CAN) | Дейдра Дионне (CAN)  |

## Хоккей
| Соревнование   | Золото | Серебро | Бронза |
| -------------- | --- | --- | --- |
| Мужской турнир | Канада: - Марио Лемьё - Пол Кария - Эд Жовановски - Кёртис Джозеф - Джером Игинла - Симон Ганье - Крис Пронгер - Майкл Пека - Оуэн Нолан - Джо Нуиндайк - Скотт Нидермайер - Адам Фут - Тео Флёри - Мартин Бродер - Эрик Брюэр - Роб Блейк - Эд Бельфор - Стив Айзерман - Райан Смит - Брендан Шэнахэн - Джо Сакик - Эл Макиннис - Эрик Линдрос        | США: - Билл Герин - Майк Данэм - Крис Друри - Эрон Миллер - Адам Дэдмарш - Майк Рихтер - Том Поти - Скотт Янг - Дуг Уэйт - Кейт Ткачук - Крис Челиос - Тони Амонти - Фил Хаусли - Майк Йорк - Брайан Ролстон - Том Баррассо - Гэри Сутер - Джереми Рёник - Брайан Рафалски - Майк Модано - Брайан Лич - Джон Леклер - Бретт Халл | Россия: - Егор Подомацкий - Даниил Марков - Алексей Ковалёв - Владимир Малахов - Алексей Жамнов - Сергей Гончар - Дарюс Каспарайтис - Павел Дацюк - Игорь Кравчук - Павел Буре - Игорь Ларионов - Сергей Фёдоров - Алексей Яшин - Николай Хабибулин - Борис Миронов - Сергей Самсонов - Валерий Буре - Максим Афиногенов - Илья Брызгалов - Илья Ковальчук - Андрей Николишин - Олег Кваша - Олег Твердовский |
| Женский турнир | Канада: - Дана Антал - Келли Бечард - Дженнифер Боттерил - Тереза Бриссон - Кэсси Кэмпбелл - Изабель Шартран - Лори Дюпюи - Даниэль Гойетт - Джеральдина Хини - Джейн Хеффорд - Бекки Келлар - Каролин Уэллетт - Шери Пайпер - Шерил Паундер - Тэмми Ли Шевчук - Сэми Джо Смолл - Колин Состорикс - Ким Сент-Пьер - Вики Сунохара - Хейли Виккенхайзер | США: - Крис Бейли - Лори Бейкер - Кэрин Бай - Джулия Шу - Натали Дарвиц - Сара Декоста - Трисия Данн - Кэмми Гранато - Кортни Кеннеди - Андреа Килбурн - Кэти Кинг - Шелли Лоуни - Сью Мерц - Алисон Млечко - Тара Мунси - Дженни Поттер - Анжелла Руджеро - Сара Тьютинг - Линдси Уолл - Крисси Уэнделл                         | Швеция: - Аника Ален - Ким Мартин - Лотта Альмблад - Гунилла Андерссон - Анна Андерссон - Эмили Берггрин - Кристина Бергстранд - Анна-Луиза Эдстранд - Йоа Эльфсберг - Эрика Хольст - Нанна Янссон - Мария Ларссон - Ильва Линдберг - Ульрика Линдстрём - Йосефин Петтерссон - Мария Рут - Даниела Рундквист - Эвелина Самуэльссон - Тереза Шёландер - Анна Викман                                            |

## Шорт-трек
| Соревнование                  | Золото                                                                                       | Серебро                                                                                            | Бронза                                                                                 |
| ----------------------------- | -------------------------------------------------------------------------------------------- | -------------------------------------------------------------------------------------------------- | -------------------------------------------------------------------------------------- |
| Мужчины: 500 метров           | Марк Ганьон (CAN)                                                                            | Джонатан Гильметт (CAN)                                                                            | Расти Смит (USA)                                                                       |
| Мужчины: 1000 метров          | Стивен Брэдбери (AUS)                                                                        | Аполо Антон Оно (USA)                                                                              | Матьё Тюркотт (CAN)                                                                    |
| Мужчины: 1500 метров          | Аполо Антон Оно (USA)                                                                        | Ли Цзяцзюнь (CHN)                                                                                  | Марк Ганьон (CAN)                                                                      |
| Мужчины: эстафета 5000 метров | Канада: - Джонатан Гильметт - Марк Ганьон - Франсуа-Луи Трамбле - Матьё Тюркотт - Эрик Бедар | Италия: - Никола Франческина - Никола Родигари - Фабио Карта - Маурицио Карнино - Микеле Антониоли | Китай: - Ли Цзяцзюнь - Фэн Кай - Го Вэй - Ли Е - Ань Юйлун                             |
| Женщины: 500 метров           | Ян Ян (A) (CHN)                                                                              | Евгения Раданова (BUL)                                                                             | Ван Чуньлу (CHN)                                                                       |
| Женщины: 1000 метров          | Ян Ян (A) (CHN)                                                                              | Ко Ги Хён (KOR)                                                                                    | Ян Ян (S) (CHN)                                                                        |
| Женщины: 1500 метров          | Ко Ги Хён (KOR)                                                                              | Чхве Ын Гён (KOR)                                                                                  | Евгения Раданова (BUL)                                                                 |
| Женщины: эстафета 3000 метров | Республика Корея: - Чхве Ын Гён - Чхве Мин Гён - Пак Хе Вон - Чу Мин Джин                    | Китай: - Ян Ян (A) - Ян Ян (S) - Сунь Даньдань - Ван Чуньлу                                        | Канада: - Изабель Шаре - Аланна Краус - Амели Гуле-Надон - Мари-Ив Дроле - Таня Висент |

## Лидеры по медалям
Лидером по общему числу завоёванных наград на этой Олимпиаде c четырьмя медалями стали норвежский биатлонист Уле-Эйнар Бьорндален, завоеваший четыре золотые награды во всех гонках которые были на играх, и хорватская горнолыжница Яница Костелич выигравшая 3 золотые награды в слаломе, комбинации, гигантском слаломе и серебряную награду в супергиганте.